# جامباتیستا ویکو
جامباتیستا ویکو (۲۳ ژوئن ۱۶۶۸–۲۳ ژانویه ۱۷۴۴) فیلسوف سیاسی و تاریخ‌نگار اهل ایتالیا در عصر روشنگری بود.

## زندگی
ویکو در ناپل در خانواده‌ایی پرجمعیت (هشت فرزند) متولد شد. در کودکی از حادثه‌ای هولناک جان سالم به در برد و برخی این امر را نتیجهٔ بخشش الهی دانسته‌اند که تأثیر بسیاری در اعتقادات وی گذارده‌است. او در سال ۱۷۷۱ وارد مدرسهٔ یسوعیان شد اما خیلی زود آنجا را ترک کرد و به‌طور انفرادی به مطالعهٔ فلسفه پرداخت. در این دوره مهم‌ترین کتابی که نظر او را به خود جلب کرد، ما بعد الطبیعه اثر فرانسیسکو سوارز بود. در دانشگاه سالرنو به تحصیل رشتهٔ حقوق پرداخت و در سال ۱۶۹۴ میلادی دکترای خود را دریافت کرد. از سال ۱۶۹۷ در مقام استاد رشتهٔ بلاغت در دانشگاه ناپل استخدام شد.
ویکو بعد از مدت‌ها بیماری و ضعف جسمانی در سال ۱۷۴۴ درگذشت.

## آثار
نخستین اثر مهم ویکو در سال ۱۷۰۹ با عنوان دربارهٔ روش مطالعات دوران ما چاپ شد. او برای کسب کرسی رشتهٔ حقوق در دانشگاه ناپل حجیم‌ترین اثر خود را به نام حقوق عمومی به رشتهٔ تحریر درآورد اما از تکمیل آن بازماند. وی پس از این شکست کاری، مهم‌ترین کتاب خود یعنی اصول علم نوین دربارهٔ سرنوشت مشترک ملل را نوشت. به او در سال ۱۷۳۴ لقب مورخ سلطنتی دربار ناپل داده شد.

## ایتالیا در زمان ویکو
در آن دوران ایتالیا شامل دوازده ایالت متخاصم بود که نمی‌توانستند به وحدت برسند. از این رو سرزمین ایتالیا تحت حکومت‌های اسپانیا و فرانسه خاندان بوربورن و اتریش خاندان هاپسبورگ بود. برای نمونه، ایالت ناپل و پارما تحت سلطهٔ اسپانیا، جنوا و مودنا تحت‌الحمایه فرانسه و میلان و توسکانی تحت اختیار اتریش قرار داشتند. ظاهراً، دیدن این آشوب و انحطاط ایتالیایی که قدرت امپراطوری روم را از دست می‌داد در پیدایش اندیشهٔ چرخشی بودن تاریخ در نظر ویکو تأثیر داشته‌است؛ در این باره می‌توان به مشابهت میان ویکو با کنت و ابن خلدون اشاره کرد. با وجود اینکه دوره‌ای پرآشوب و جنگ بود اما از حیات فرهنگی و هنری خوبی برخوردار بود. به ویژه اینکه مردمان ایتالیا هنر را برفلسفه ترجیح می‌دادند و خاصه اهالی ناپل موسیقی را بالاتر از فلسفه می‌دانستند.

## عقاید
او نماینده نخستین اعتراض به عقل باوری و ریاضیات باوری دکارتی است. دیدگاه ویکو در نوع خود مهم می‌باشد و توانسته با دیدگاه کسانی چون دیلتای و مارکس و اسپینوزا و هیوم و کانت و نیچه و افلاطون و ارسطو و ابن خلدون ارتباط برقرار کند.
ویکو با نگارش کتابی با نام «علم نو» از علم جدیدی سخن می‌گوید که لازم است تأسیس شود. قصد او از نگارش این کتاب تئوریزه کردن، توصیف و تبیین تاریخ کل ملل و اشکال مختلف سازمان‌های اجتماعی آنان بود. او نیز مانند ابن خلدون جای خالی علوم انسانی را بسیار حس می‌کرد. ویکو به تاریخ نظری مثبت داشت و معتقد بود انسان نسبت به شناخت درونی آنچه محقق می‌شود دقیق‌تر است. او از اصلی به نام حقیقت تحقق یافته سخن می‌گوید و معتقد است که کسی که چیزی را ساخته و امری را محقق کرده بهتر و بیشتر ازهر کسی می‌تواند آن را بفهمد، بنابرین جریان‌های تاریخی را به دلیل آنکه موضوع آن انسان است می‌توان فهمید. از دید او همه چیز تاریخ است. 
ویکو معتقد است هیچ چیز را نمی‌شود در اکنون شناخت، زیرا هر پدیده تاریخی دارد که باید در همان بستر شناخته شود. از نظر ویکو فهم تاریخ کاملاً واقعی و ازلی و ابدی نیست، زیرا بر حضور نظم و مشیت الهی و توسعه نهادهای بشری تأثیر می‌گذارد. ملت‌ها در جریان تکامل و توسعه کاملاً هم‌گام و مراحل گذارشان منطبق با هم نیست، ولی همه مراحل مشخصی را می‌گذرانند. ویکو در عصر جدید نخستین کسی است که راجع به حرکت تاریخ و مراحل تمدنی دست به یک دوره بندی زده و ویژگی‌های مراحل را برشمرده است.
ویکو در تاریخ تمدن ۳ دوره را معرفی می‌کند: دوره ربانی یا الهی، دوره قهرمانی یا اشرافی و دوره انسانی یا مردمی. وی معتقد است در هر کدام از این ۳ مرحله شکل زندگی مردم، ادبیات، سیاست و حکومت و رابطه با مردم دچار دگرگونی می‌شود. وی می‌گوید وجهه غالب دوران اول جنبه الهی و استبدادی، دوران دوم آریستوکراسی و دوران سوم مردم سالاری است. او این مراحل را مانند مراحل رشد انسان (کودکی، جوانی و سالخوردگی) می‌داند؛ با این تفاوت که بعد از سالخوردگی انسان می‌میرد ولی جامعه دور جدیدی را آغاز می‌کند. 
ویکو استدلال می‌کند که توسعه نسبی در تاریخ معاصر ظاهر می‌شود. از آنجا که تاریخ از نظر ویکو تجلی مشیت الهی در دنیاست، گذار از یک مرحله به مرحله بعدی برتری قدرت تخیل و پیشرفت تدریجی تمدن بشر را تعیین می‌کند. پیشرفتی کیفی از ساده به پیچیده که نهادهای اجتماعی را شکل می‌دهد. ویکو معتقد بود در کنار مشیت الهی تاریخ از قوانینی هم پیروی می‌کند که تخطی از آنان غیرممکن است و مغایرتی بین قوانین و مشیت الهی وجود ندارد. 
گذشته از نکات عمومی و نظریه تاریخی، ویکو پیشرفت تمدن را از امور واقعی، طبیعی و ناشناخته بشر می‌داند و بر ویژگی ادواری تکامل تاریخ تأکید می‌کند. پیشرفت جامعه به سوی تکامل بدون رسیدن به آن متوقف می‌شود و جامعه تقریباً به شرایط اولیه بازمی‌گردد. از این رو تاریخ مجدداً دور و جریانش را آغاز می‌کند، گرچه همیشه نقطه بالاتری را نسبت به آنچه که قبلاً در اختیار داشت به دست می‌آورد. بنابراین تاریخ در تفکر ویکو محدود به دایره‌ای بسته نیست و بیشتر شکل مارپیچی دارد. 